# L'Orient-Le Jour
L'Orient-Le Jour (lit. 'O Oriente-O Dia') é um jornal diário de língua francesa no Líbano. Sua edição em inglês é L'Orient Today.

## História
L'Orient-Le Jour foi publicado pela primeira vez em 15 de junho de 1971, após a fusão de dois diários libaneses de língua francesa, L'Orient (fundado em Beirute em 1924 por Gabriel Khabbaz e Georges Naccache) e Le Jour (fundado em 1934 por Michel Chiha).
Entre 1970 e 1975, um dos colaboradores foi Samir Frangieh. Durante a Guerra Civil Libanesa, o jornal foi fechado pelo Exército Sírio de ocupação por um breve período em 1976, antes da publicação ser retomada. O editor-chefe do L'Orient-Le Jour, Eduard Saab, foi assassinado em 16 de maio de 1976.
O jornal ganhou o Grand Prix de la Francophonie da Académie Française em 2021. A jornalista do L'Orient-Le Jour, Caroline Hayek, recebeu o Prêmio Albert Londres por sua cobertura da explosão de 2020 no Porto de Beirute.
O jornal cobre política, notícias locais e internacionais, finanças e economia, cultura, entretenimento e também esportes. De acordo com a Arab Press Network, uma ramificação da WAN-IFRA, é o jornal diário francófono mais lido no Líbano e é "partidário de uma linha liberal e de tendência cristã".

## Posição editorial
L'Orient-Le Jour adota uma linha feroz contra o Hezbollah e também contra a corrupção da elite no Líbano. Foi um dos poucos veículos de notícias árabes a dizer que o ataque liderado pelo Hamas em 2023 a Israel foi um massacre injustificável. Tópicos que ainda são tabu no Líbano, como homossexualidade, violência doméstica, suicídio e aborto, aparecem regularmente em suas colunas.

## Propriedade
Os principais acionistas da L'Orient-Le Jour são o ex-ministro Michel Eddé e seus netos (38%), o grupo Choueiri (22,7%) e a família do ex-ministro Michel Pharaon (15,5%). As ações deste último são distribuídas da seguinte forma: Pharaon detém diretamente 2,6% das ações, sua irmã, Nayla De Freige, detém 1,7%, a Pharaon Holding SAL tem 11% e a Libano-Suisse Insurance Consulting tem 0,2%. Nem todos os acionistas foram tornados públicos, o que representa 23,8% da propriedade.